# Comuna Anatolivka, Nîjni Sirohozî
Anatolivka (în ucraineană Анатолівка) este o comună în raionul Nîjni Sirohozî, regiunea Herson, Ucraina, formată din satele Anatolivka (reședința) și Dohmarivka.

## Demografie
Componența lingvistică a comunei Anatolivka
     Ucraineană (91,68%)
     Rusă (6,32%)
     Română (2%)
Conform recensământului din 2001, majoritatea populației comunei Anatolivka era vorbitoare de ucraineană (91,68%), existând în minoritate și vorbitori de rusă (6,32%) și română (2%).